# 岡山藩

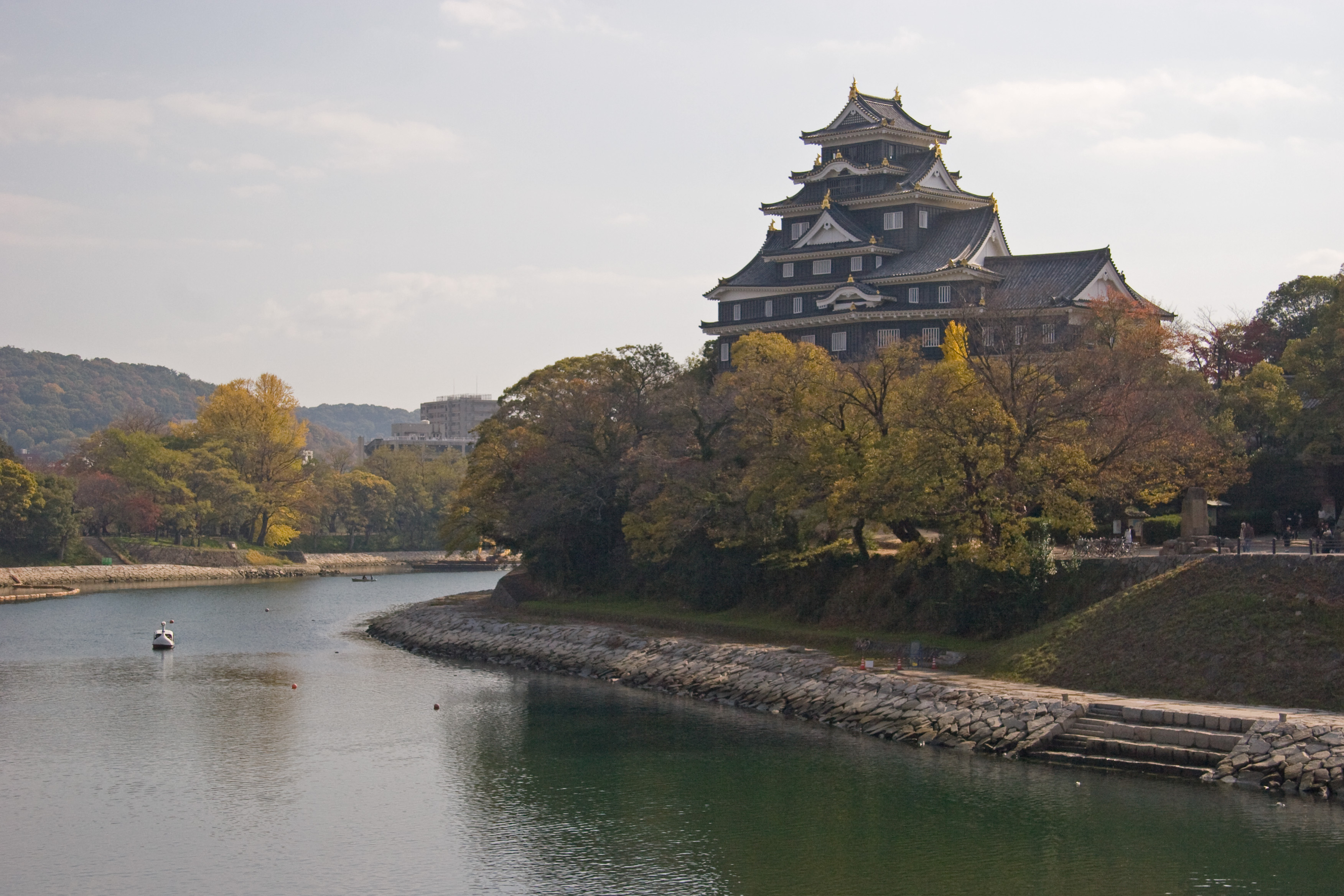
岡山城

岡山藩（おかやまはん）は、備前一国および備中の一部を領有した外様の大藩である。備前岡山藩、備前藩ともいう。藩庁は岡山城（備前国御野郡、現・岡山県岡山市北区）。ほとんどの期間を池田氏が治めた。国主、本国持。支藩に鴨方藩と生坂藩、また短期間児島藩があった。

## 略史
岡山城を築城したのは宇喜多秀家である。宇喜多氏は岡山城を居城にして戦国大名として成長し、豊臣家五大老を務めた。しかし慶長5年（1600年）関ヶ原の戦いにおいて、西軍方の主力となった秀家は改易となり、西軍から寝返り勝敗の要となった小早川秀秋が入封し備前・美作の51万石を所領とした。ただ慶長7年10月18日（1602年12月1日）、秀秋は無嗣子で没したため小早川家は廃絶となった。

備前岡山池田氏の家紋「備前蝶」

慶長8年（1603年）、姫路藩主・池田輝政の次男・忠継が28万石で岡山に入封し、ここに江戸期の大名である池田家の治世が始まる。慶長18年（1613年）には約10万石の加増を受け38万石となった。元和元年（1615年）忠継が無嗣子で没し、弟の淡路国由良城主・忠雄が31万5,000石で入封した。寛永9年（1632年）忠雄の没後、嫡子・光仲は幼少のため山陽筋の重要な拠点である岡山を任せるには荷が重いとして、鳥取に国替えとなった。
代わって従兄弟の池田光政が鳥取より31万5,000石で入封し、以後明治まで光政の家系（池田家宗家）が岡山藩を治めることとなった。このように池田氏（なかでも忠継・忠雄）が優遇された背景には、徳川家康の娘・督姫が池田輝政に嫁ぎ、忠継・忠雄がその子であったことが大きいとされる。
光政は東叡山寛永寺の開山者で家康時代からの将軍家側近有力者であった天海大僧正によって東照宮(玉井宮東照宮)を備前に勧請し、岡山城の鎮守とする願いを寛永20年(1643年)に将軍家に出し、東照宮造営の許可を翌年正保元年(1644年)に東叡山の同意の元、大老酒井讃岐守忠勝より正式な許可を得て、同年12月17日に落成した。これは日光東照宮が地方へ分社された全国で最初のものであった。
光政は水戸藩主・徳川光圀、会津藩主・保科正之と並び江戸初期の三名君として称されている。光政は陽明学者・熊沢蕃山を登用し、寛文9年（1669年）全国に先駆けて藩校「岡山学校（または国学）」を開校した。寛文10年（1670年）には、日本最古の庶民の学校として「閑谷学校」（備前市、講堂は現在国宝）も開いた。また土木面では津田永忠を登用し、干拓などの新田開発・百間川（旭川放水路）の開鑿などの治水を行った。
光政の子で次の藩主・綱政は元禄13年（1700年）に偕楽園（水戸市）、兼六園（金沢市）と共に日本三名園とされる大名庭園・後楽園を完成させている。
幕末に9代藩主となった茂政は、水戸藩主徳川斉昭の九男で、鳥取藩池田慶徳や最後の将軍徳川慶喜の弟であった。このためか勤皇佐幕折衷案の「尊王翼覇」の姿勢をとり続けた。しかし戊辰戦争にいたって茂政は隠居し、代わって支藩鴨方藩主の池田政詮（岡山藩主となり章政と改める）が藩主となり、岡山藩は倒幕の旗幟を鮮明にした。そうした中神戸事件が起こり、その対応に苦慮した。
明治4年（1871年）廃藩置県が行われ、岡山藩知事池田章政が免官となり、藩領は岡山県となった。
なお、池田家は明治17年（1884年）に侯爵となり華族に列せられた。

## 江戸時代以前の岡山城主

### 宇喜多家
豊臣一門格　57万4,000石　（1582年 - 1600年）
1. 秀家

岡山城築城・城下町建設者で、初代岡山城主。

## 歴代藩主

### 小早川家
外様　51万石　（1600年 - 1602年）
1. 秀秋/秀詮

なお、幕藩体制の始まりには諸説あるため、秀秋没後の年を幕藩体制の始まりとする説では、秀秋は藩主として扱わず幕藩体制以前の岡山城主として扱うこともある。

### 池田家（忠継流）
外様（準親藩）　28万石→38万石→31万5,000石　（1603年 - 1632年）
1. 忠継 28万石 → 38万石
2. 忠雄 31万5,000石

### 池田家（宗家）
外様　31万5,000石　（1632年 - 1871年）
1. 光政
2. 綱政
3. 継政
4. 宗政
5. 治政
6. 斉政
7. 斉敏
8. 慶政
9. 茂政
10. 章政

## 重臣

### 家老家
大藩であったため、池田家の家老は軒並み1万石超と大名並みの石高を誇り（支藩の石高を上回る家もあった）、領地に陣屋（幕府に遠慮し「お茶屋」と称した）を構えていた。明治維新後は1万石超の石高を有した6家が男爵に叙せられ、華族に列した。
- 伊木家（備前虫明領3万3000石・重臣）筆頭家老、維新後男爵
伊木忠貞―忠親＝忠義―忠興＝忠知＝忠福＝忠真＝忠識＝忠順＝忠直＝忠正＝忠澄―忠恭＝忠愛
- 天城池田家（備前天城領3万2000石、藩主一門）維新後男爵
池田由之（池田輝政の甥）―由成（大石良雄の祖父）―由孝―由勝＝保教＝政純＝政喬―政孝＝政徳―政昭―政和
- 片桐池田家（備前周匝領2万5000石、藩主一門）維新後男爵
池田長政（池田恒興の四男）―長明―長久―長喬―長処―長仍―長玄＝長紀＝長貞―長常―長準
- 日置家（備前金川領1万6000石・重臣）維新後男爵
日置忠俊＝忠治―忠明―忠昌―忠盈＝忠寿＝忠芳―忠辰＝忠英＝忠章＝忠弼＝忠尚＝健太郎
- 建部池田家（備前建部領1万4000石、藩主一門）維新後男爵
（森寺秀勝）―（忠勝）＝長貞（池田長吉の次男）＝池田長政（池田長吉の三男）＝長泰―宗春―太寅＝俊清―博道（清煕）―博教＝方智＝博忠―博文＝博愛
- 土倉家（備前市場領1万石、重臣）維新後男爵
土倉勝看―一成―一長＝一涂＝一貞―一信―一之―一静＝一昌＝一善―正彦＝光三郎
- 隅池田家（隅屋敷5000石、藩主一門）
池田政恒（政喬の長子）―政興―政輔―政行

### 番頭家
- 土肥家（備前東菅野領5000石-4200石）
土肥飛騨―飛騨―貞平―武平―経平―延平―幹平―悰平―隆平
- 滝川家（初代辰政は滝川一益三男、3000石）
滝川辰政―宗次―縫殿一宗―縫殿―縫殿―兵庫―一洪―一周―一貫―一清―一奥―一遵
- 池田家（初代政長は政虎三男 1500石、藩主一門）
池田政長―政房―政置―政央―政敏―政由―政義―政敷
- 上坂家（1500石）
上坂左近―外記―蔵人―外記―多仲―貞周―多仲―多仲―幾之介―多仲
- 池田家（天城池田家分家1000石、藩主一門）
池田忠義―義陣―直義―義録―忠利―義路―義晴―義之―義直
- 服部家（350石-500石-750石-1000石-1300石）
服部源兵衛―源兵衛―図書―図書―和俊―与三右衛門―和保―和佐―和順
- 若原池田家（初代政虎は池田輝政七男 2000石、藩主一門）
若原勘解由―池田政虎―直長―政陽―政意―政言―政令―豊重―政経―政徳
- 池田家（初代元信は天城池田之助次男 3000石、藩主一門）
池田元信―信成―信起―信延―元直―元録―信行―信兄―信足―信一―信定
- 池田家（初代池田明貞は池田軌隆の孫 1300石-1500石、藩主一門）
池田明貞―明命―明保―明善―波門
- 池田家（初代政昭は若原池田直長次男 500石-300石-800石-700石、藩主一門）
池田政昭―信義―政信―政成―政弼―政庸―政弘
- 伊木家（初代忠利は伊木忠繁の次男 1000石）
伊木頼母忠利―内臓―頼母―頼母―紀内―杢―忠孰―市助忠―忠直―忠武―忠
- 丹羽家（2000石）
丹羽山城―兵部―真田将監―丹羽平大夫―平大夫―登―幸久―広人―幸教―幸
- 丹羽家（1500石）
丹羽勘解由―蔵人―蔵人―七郎左衛門―蔵人―蔵人―伝十郎―幸充―幸佑―幸基
- 丹羽家（1000石）
丹羽次郎右衛門―次郎右衛門―次郎右衛門―次郎右衛門―次大夫―次大夫―三平―三平
- 稲川家（300石-1200石-1000石）
稲川左内―左内―左内―左内―泰吉―左内
- 稲葉家（2000石）
河野頼母―稲葉刑部―四郎右衛門―四郎右衛門―矢柄―矢柄―記七郎―四郎左衛門―源之丞
- 土倉家（1200石）
- 土倉隼人（外曾父・土倉貞利（通称：四郎兵衛養育）－登之助百助－新之丞－治右衛門－真介－弥兵衛一秀ー左衛門一秀－弥左　衛門－四郎左衛門－四郎－利喜次

## 支藩
江戸時代中3藩が存在した。いずれの支藩も岡山新田藩（おかやましんでんはん）と称した。そのため現在ではそれぞれ「児島藩」「鴨方藩」「生坂藩」と呼ばれることが多い。
- 児島藩（短期間）
- 鴨方藩
- 生坂藩

## 幕末の領地
児島藩のみ、江戸時代中に廃藩になったため、廃藩時点の領地を記載。

### 岡山藩領
- 備前国一円
  - 上道郡 - 108村
  - 赤坂郡 - 94村
  - 御野郡 - 62村
  - 児島郡 - 91村
  - 邑久郡 - 79村
  - 和気郡 - 89村
  - 磐梨郡 - 64村
  - 津高郡 - 93村
- 備中国
  - 窪屋郡のうち - 18村
  - 浅口郡のうち - 11村
  - 賀陽郡のうち - 3村
  - 下道郡のうち - 9村

上記のほか、明治維新後に後志国島牧郡の一部を管轄した。

### 児島藩領
- 備前国
  - 児島郡のうち - 2村
  - 御野郡のうち - 10村
  - 邑久郡のうち - 5村
  - 上道郡のうち - 3村
  - 上東郡のうち - 3村
  - 磐梨郡のうち- 1村
  - 和気郡のうち- 2村
  - 津高郡のうち- 1村
- 備中国
  - 賀陽郡のうち - 1村
  - 下道郡のうち - 4村
  - 窪屋郡のうち - 8村
  - 浅口郡のうち- 1村

### 鴨方藩領
- 備中国
  - 窪屋郡のうち - 6村
  - 小田郡のうち - 1村
  - 浅口郡のうち - 21村

### 生坂藩領
- 備中国
  - 都宇郡のうち - 6村
  - 窪屋郡のうち - 18村